# Lucian Hempel
Lucian Hempel (* 8. Dezember 1831 in Gera; † 18. August 1906 in Greiz) war ein deutscher Unternehmer, Verleger und Politiker.

## Leben
Hempel war der Sohn des Lehrers an der Bürgertöchterschule Gottfried Hempel und dessen Ehefrau Johanne Wilhelmine geborene Wagner. Er war evangelisch-lutherischer Konfession und heiratete am 2. Juli 1857 in Greiz Marianne Schilbach (* 9. Oktober 1835 in Greiz; † 21. März 1919 ebenda), die Tochter des Kauf- und Handelsherren Heinrich Eduard Schilbach. Die Abgeordneten Eduard Schilbach, Heinrich Schilbach und Adolph Werner sind Schwäger.
Hempel lebte als Kaufmann in Greiz. Am 4. März 1870 wurde er Ratsassessor beim Stadtrat Greiz und stellvertretender Bürgermeister. Er gehörte 1872 zu den Mitbegründern der Greizer Zeitung. 1877 zog er nach Kleingera/Sachsen. Er war einer der beiden Vorsitzenden im Vorstand der Greiz-Brunner Eisenbahn-Gesellschaft.

## Politik
Hempel war Mitglied des Nationalvereins und später der NLP. Er war führender Vertreter der Forderung nach einer Annexion von Reuß älterer Linie durch Preußen. Im September 1866 führte er eine Unterschriftenaktion zur Annexion in Greiz durch und übergab die Unterschriften mit einer Petition an Bismarck. Reuß ä.L. stand im Deutschen Krieg 1866 auf der österreichischen Seite, wurde jedoch im Gegensatz zu vielen anderen norddeutschen Staaten nicht von Preußen annektiert.
Er war Stadtverordneter bzw. Mitglied des Gemeinderates in Greiz von 1862 bis 1877. Vom 6. August 1867 bis zum 31. Dezember 1870 und (als Stellvertreter für Franz Ludwig) vom 23. November bis 24. Dezember 1875 und vom 2. bis 21. Dezember 1876 war er Abgeordneter im Greizer Landtag.